# Sybilla integra
Sybilla integra là một loài bọ cánh cứng trong họ Cerambycidae.